# Luật tục
Luật tục là phong tục, tập quán trong quá trình hình thành và phát triển của một cộng đồng dần dần chuyển hóa thành luật lệ, quy ước chung của cộng đồng đó.
Luật tục là một hình thức của tri thức bản địa, tri thức địa phương được hình thành trong quá trình lịch sử lâu dài qua kinh nghiệm ứng xử với môi trường và xã hội đã được định hình dưới nhiều dạng thức khác nhau, được truyền từ đời này sang đời khác qua trí nhớ, qua thực hành sản xuất và thực hành xã hội. Nó hướng đến việc hướng dẫn, điều chỉnh và điều hoà các quan hệ xã hội, quan hệ con người với môi trường thiên nhiên. Những chuẩn mực ấy được cả cộng đồng thừa nhận và thực hiện tạo nên sự thống nhất và cân bằng xã hội của mỗi cộng đồng.

## Phân loại
Ở mỗi dân tộc có tên gọi luật tục riêng như hương ước của người Việt, hịt khỏng của người Thái, Phat Kdi người Ê đê… Có thể nói luật tục là hiện tượng phổ biến ở tất cả các tộc người hiện nay ở Việt Nam. Nếu căn cứ vào hình thức tồn tại của các loại luật tục này, chúng ta có thể chia làm ba loại.
- Luật tục dưới dạng các lời nói vần truyền miệng.
- Luật tục thành văn hay đã được văn bản hoá.
- Luật tục còn dưới dạng những thực hành xã hội.